# Godfried Raes
Godfried Raes (Mechelen, vóór 1384 - 1449) was Heer van Pamel, Ledeberg, Zemst en Sterrebeek. Hij wordt vaak verward met de Godfried Raes die in 1499 kortstondig kanselier van Brabant was.
Godfried Raes (ook: Govaert, Godevaert, Godeffroy, Godart de Raes) was heer in Zemst en had er een schepenbank, een meier, schepenen en 18 leenmannen, waarbij een jaarlijkse cijns van 23 pond en 6 schellingen hoorde.
Raes was gehuwd met Mabille Vijd (foutieve lezing: Mabilia de Wuyst), een zus van Joos Vijd, die de opdrachtgever was van het gekende altaarstuk Het Lam Gods. Godfried en Mabille hadden een dochter, Goedele (Gudula) Raes, die met Jan Vilain huwde.
Het wapen van de familie Raes gelijkt op dat van de Berthouts. Boven links in een vrijkwartier ziet men de typische Brabantse lelie (lelie met afgesneden voet). Het "Armorial" van J. BOSMANS beschrijft het wapen als volgt: de sinople à trois pals de gueules, au franc canton d’or à la fleur de lis d’azur ofwel  drie palen met vrijkwartier, beladen met een lelie met afgesneden voet.